# Trizogeniates apicalis
Trizogeniates apicalis är en skalbaggsart som beskrevs av Ohaus 1917. Trizogeniates apicalis ingår i släktet Trizogeniates och familjen Rutelidae. Inga underarter finns listade i Catalogue of Life.